# Georgij Maximilianovič Malenkov
Georgij Maximilianovič Malenkov (rusky Гео́ргий Максимилиа́нович Маленко́в; 23. listopadujul./ 6. prosince 1901greg., Orenburg – 14. ledna 1988, Moskva) byl sovětský komunistický politik, blízký spolupracovník Josifa Stalina (jeho dlouholetý osobní tajemník) a po Stalinově smrti v letech 1953–1955 předseda rady ministrů SSSR (premiér).

## Biografie

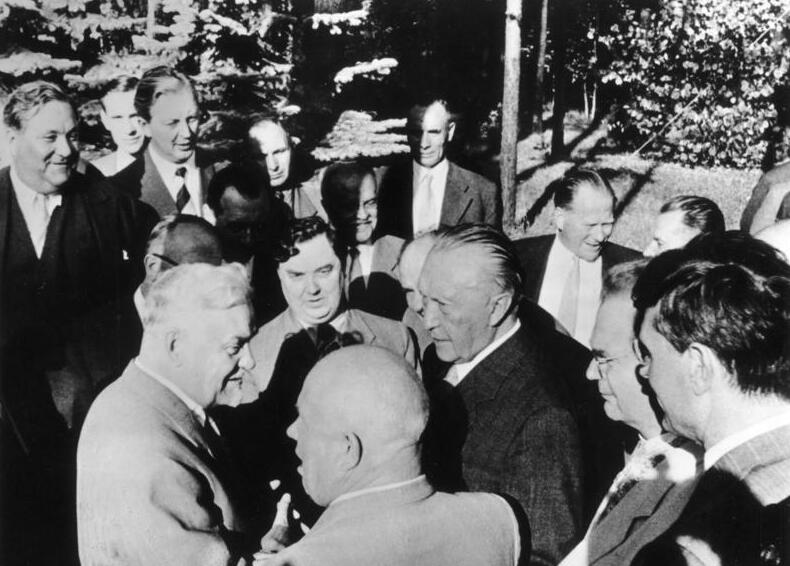
Malenkov vyjednává s Adenauereem podmínky návratu zajatých Němců do vlasti.

Jeho politický vzestup začal ve třicátých letech a souvisel s prohlubující se byrokratizací komunistické strany. Šlo o výkonného úředníka, přesně plnícího Stalinova nařízení a direktivy, nikdy nebyl členem opozice proti Stalinovi. Kvůli svému postavení je spoluzodpovědný za řadu komunistických zločinů ve třicátých a čtyřicátých letech.
Po Stalinově smrti se stal nakrátko nejvlivnějším členem sekretariátu strany, musel však na funkci v sekretariátu pod tlakem Nikity Sergejeviče Chruščova a dalších rezignovat a spokojit se s méně vlivnou funkcí předsedy rady ministrů. V průběhu mocenského zápasu ve vedení strany se mu nepodařilo udržet se v čele státu a 8. února 1955 rezignoval i na funkci šéfa vlády. Na jeho místo nastoupil dočasný Chruščovův spojenec Nikolaj Bulganin.
V roce 1957 se spolu s několika dalšími stalinisty (např. s Molotovem) pokusili o svržení Nikity Chruščova, za což byli vyloučeni z politbyra a zbaveni všech politických funkcí. Později Malenkov musel odejít do vyhnanství a působil v Kazachstánu na druhořadém místě vedoucího elektrárny v Usť-Kamenogorsku (dnes Öskemen). Až jako penzista se směl vrátit do Moskvy, kde také ve svých 86 letech zemřel, jako jeden z posledních žijících vrcholných aktérů stalinismu.